# St Albans (district)
St Albans is een district met de officiële titel van city, in het shire-graafschap (non-metropolitan county OF county) Hertfordshire en telt 147.000 inwoners. De oppervlakte bedraagt 161 km².
Van de bevolking is 14,9% ouder dan 65 jaar. De werkloosheid bedraagt 1,7% van de beroepsbevolking (cijfers volkstelling 2001).
De stad St Albans telt ongeveer 58.000 inwoners.

## Plaatsen in district St Albans
- Bricket Wood
- St Albans

## Civil parishesin district St Albans
Colney Heath, Harpenden, Harpenden Rural, London Colney, Redbourn, Sandridge, St Michael, St Stephen, Wheathampstead.